# Dylan Timber
Dylan Timber (Utrecht, 15 april 2000) is een Curaçaos-Nederlands voetballer die doorgaans als centrale verdediger speelt. Sinds 2023 staat hij onder contract bij VVV-Venlo.

## Privé
Timber is de oudere broer van Jurriën Timber en Quinten Timber. Broers Shamier en Christopher spelen op amateurniveau. Christopher is de zaakwaarnemer van de drie broers in het betaalde voetbal. Medio 2018 veranderde hij net als zijn broers Jurriën en Quinten zijn achternaam naar Timber, de naam van zijn moeder. Voorheen waren zij bekend onder de naam 'Maduro' van hun vader. De reden achter de verandering is niet bekend.

## Clubcarrière

### Jeugd- en amateurvoetbal
Dylan Timber speelde in de jeugdopleiding van DVSU, vertrok in hetzelfde jaar als Jurriën en Quinten naar de jeugdopleiding van Feyenoord en keerde daarna als enige van de drie terug bij DVSU. Vervolgens speelde hij in de jeugdopleidingen van SV Kampong, SV Houten en opnieuw SV Kampong. In 2020 verruilde de verdediger SV Kampong voor derdedivisionist VV Sparta Nijkerk.

### FC Utrecht
Een jaar later tekende Timber, in navolging van zijn jongere broer Quinten, in mei 2021 een tweejarig contract bij FC Utrecht. Op 4 februari 2022 maakte hij op 21-jarige leeftijd namens Jong FC Utrecht zijn competitie- en profdebuut tijdens een met 2–0 verloren uitwedstrijd bij FC Volendam. Na 78 minuten verving hij Ruben Kluivert.

### VVV-Venlo
Begin mei 2023 tekende de transfervrije verdediger een driejarig contract bij VVV-Venlo. Op 20 oktober 2023 startte Timber in een uitwedstrijd bij FC Den Bosch (1-2) voor het eerst in de basiself, als vervanger van de geschorste Roel Janssen. Tijdens dat basisdebuut scoorde hij zijn eerste doelpunt in het profvoetbal. In een uitwedstrijd bij De Graafschap op 26 januari 2024 (3-2 verlies) viel Timber ernstig geblesseerd uit. Na onderzoek bleek dat hij zijn voorste kruisband had afgescheurd en daardoor maandenlang uit de running zou zijn.

## Clubstatistieken

### Beloften
| Seizoen                   | Club            | Competitie      | Competitie | Competitie | Overig | Overig | Totaal | Totaal |
| Seizoen                   | Club            | Competitie      | Wed.       | Dlp.       | Wed.   | Dlp.   | Wed.   | Dlp.   |
| ------------------------- | --------------- | --------------- | ---------- | ---------- | ------ | ------ | ------ | ------ |
| 2021/22                   | Jong FC Utrecht | Eerste divisie  | 9          | 0          | –      | –      | 9      | 0      |
| 2022/23                   | Jong FC Utrecht | Eerste divisie  | 10         | 0          | –      | –      | 10     | 0      |
| Totaal beloften           | Totaal beloften | Totaal beloften | 19         | 0          | 0      | 0      | 19     | 0      |
| Bijgewerkt op 1 juli 2023 |                 |                 |            |            |        |        |        |        |

### Senioren
| Seizoen                            | Club            | Competitie      | Competitie | Competitie | Beker | Beker | Playoffs | Playoffs | Totaal | Totaal |
| Seizoen                            | Club            | Competitie      | Wed.       | Dlp.       | Wed.  | Dlp.  | Wed.     | Dlp.     | Wed.   | Dlp.   |
| ---------------------------------- | --------------- | --------------- | ---------- | ---------- | ----- | ----- | -------- | -------- | ------ | ------ |
| 2023/24                            | VVV-Venlo       | Eerste divisie  | 14         | 1          | 1     | 0     | —        | —        | 15     | 1      |
| 2024/25                            | VVV-Venlo       | Eerste divisie  | 0          | 0          | 0     | 0     | —        | —        | 0      | 0      |
| 2025/26                            | VVV-Venlo       | Eerste divisie  | 0          | 0          | 0     | 0     | —        | —        | 0      | 0      |
| Totaal senioren                    | Totaal senioren | Totaal senioren | 14         | 1          | 1     | 0     | 0        | 0        | 15     | 1      |
| Carrièretotaal                     | Carrièretotaal  | Carrièretotaal  | 33         | 1          | 1     | 0     | 0        | 0        | 34     | 1      |
| Bijgewerkt tot en met 22 juli 2025 |                 |                 |            |            |       |       |          |          |        |        |

## Interlandcarrière
In mei 2022 werd Timber opgeroepen voor een plek bij de nationale selectie van Curaçao. In die interlandperiode kwam het niet tot een debuut. Wel was hij namens Team Curaçao aanwezig tegen het Ajax van jongere broer Jurriën, dat wegens sponsor redenen op Curaçao aanwezig was. In het opvolgende seizoen volgde op 24 september 2022 zijn officiële debuut tegen Indonesië. Hij startte in de basis en werd na 55 minuten gewisseld.
| Interlands van Dylan Timber voor Curaçao | Interlands van Dylan Timber voor Curaçao | Interlands van Dylan Timber voor Curaçao | Interlands van Dylan Timber voor Curaçao | Interlands van Dylan Timber voor Curaçao | Interlands van Dylan Timber voor Curaçao |
| No.                                      | Datum                                    | Wedstrijd                                | Uitslag                                  | Competitie                               | Doelpunten                               |
| Als speler bij Jong FC Utrecht           | Als speler bij Jong FC Utrecht           | Als speler bij Jong FC Utrecht           | Als speler bij Jong FC Utrecht           | Als speler bij Jong FC Utrecht           | Als speler bij Jong FC Utrecht           |
| ---------------------------------------- | ---------------------------------------- | ---------------------------------------- | ---------------------------------------- | ---------------------------------------- | ---------------------------------------- |
| 1.                                       | 24 september 2022                        | Indonesië – Curaçao                      | 3 – 2                                    | Vriendschappelijk                        |                                          |